# Oh, What a Night (film, 1935)
Pour les articles homonymes, voir Oh, What a Night.
Oh, What a Night est un film britannique réalisé par Frank Richardson et sorti en 1935.

## Fiche technique
- Réalisateur : Frank Richardson
- Scénario : Frank Richardson d'après une pièce d'Ernest Denny[1]
- Producteur : Edward G. Whiting
- Production : British Sound Film Productions
- Distributeur : Universal Pictures
- Genre : Comédie
- Durée : 58 minutes
- Date de sortie : mars 1935

## Distribution
- Nina Boucicault : Althea Gregory
- James Carew : Mortimer B. Gregory
- Valerie Hobson : Susan
- Kathleen Kelly : Miss Wyley
- Molly Lamont : Pat
- Stanella Perry
- Ernest Stidwell : Dawson
- Roland Culver